# The Blue Van
The Blue Van — датская рок-группа, созданная в 2003 году в городе Брённерслев. Название «The Blue Van» («Синий Фургон») получено от шведского «Den blå varevogn» — именно так в Дании называют фургоны, на которых госпитализировали психически больных людей.
Группа была основана четырьмя учащимися школы в Брёндерслеве: Стеффеном Вестмарком (вокал, гитара), Сёреном Кристенсеном (клавиши, вокал), Алленом Вилладсеном (бас), Пером Йоргенсоном (ударные, вокал). Всех четырех музыкантов объединял интерес к музыке 1960-70 годов (the Small Faces, the Kinks, and Cream).  Вскоре группа переезжает в Копенгаген, где сначала записали два EP и в апреле 2005 года выпустили первый полноценный альбом — «The Art Of Rolling».
В октябре 2006 был выпущен второй альбом — «Dear Independence». В поддержку этого альбома группа гастролировала с австралийским коллективом Jet.
Группа также получила известность в Соединенных Штатах, выступая многочисленных шоу в районе Нью-Йорка предыдущем выпуске "Роллинг искусства, а также их участие в таких мероприятиях, как Austin City Limits музыкального фестиваля.
Так же The Blue Van принимали участие в турах таких групп, как Kings of Leon, Franz Ferdinand и Hot Hot Heat.
В начале 2007 года группа объявила, что они будут жить в сельском доме, чтобы написать материал для своего третьего альбома.
В 2008 году вышел третий альбом группы — «Man Up».
В 2010 году был выпущен четвертый альбом - «Love Shot».
В феврале 2012 года группа объявила о записи нового альбома под названием "Would You Change Your Life?", выпуск которого назначен на сентябрь.

## Дискография
- 2005 — The Art of Rolling
- 2006 — Dear Independence
- 2008 — Man Up
- 2010 — Love Shot
- 2012 — Would You Change Your Life?
- 2015 — Letters